# Pretty Fly (for a White Guy)
Pretty Fly (for a White Guy) är en singel av det amerikanska punkrockbandet The Offspring. Det var den första singeln som släpptes från albumet Americana och blev bandets största kommersiella framgång med topplaceringar i flera länder såsom Sverige, Storbritannien, Australien och Nederländerna. Låten kom på första plats på listan Triple J Hottest 100 of 1998, plats 32 på listan The KROQ Top 300 Songs of the 90s, blev 1999 års tredje största hit på Trackslistan och vann även Voxpops final hösten 1998. Dock har låten även hamnat på plats 30 på AOL Radios lista 100 Worst Songs Ever. Thirty Stones har gjort en cover av denna låt som finns med på albumet A Tribute to The Offspring och "Weird Al" Yankovic har gjort en parodi på denna låt på sitt album Running with Scissors från 1999, då med namnet "Pretty Fly (for a Rabbi)"; bandmedlemmarna har sagt sig uppskatta Yankovics parodiversion. "Pretty Fly (for a White Guy)" har även samplats i Mix Megapols jingel "Förklara för oss lite". I Australien hade singeln den 24 juni 1999 sålt nästan 300 000 kopior, vilket vid tillfället var de näst högsta försäljningssiffrorna för en singel någonsin i landet. Singeln släpptes 1999 i den inofficiella samlingsboxen The Offspring Collection. Billboard placerade 2018 "Pretty Fly (for a White Guy)" på plats 38 på sin lista "The 98 Greatest Songs of 1998: Critics' Picks".
"Pretty Fly (for a White Guy)" parodierar medelklassens förortsungdomar som enbart lyssnar på rap och hiphop för att det får dem att känna sig trendiga och tuffa (så kallade "wiggers"). Låten fick negativ kritik av bland annat Everlast som ansåg att den låg till grund för hatbrott, något Noodles förnekar då han kommenterade att "Pretty Fly (for a White Guy)" inte handlar om en specifik folkgrupp. "Pretty Fly (for a White Guy)" börjar med nonsensramsan "Gunter glieben glauten globen", vilket är taget direkt från Def Leppards låt "Rock of Ages". Dexter Holland har sagt att han valde denna ramsa just för att den stod i kontrast mot resten av låten, men han visste inte om orden hade någon djupare innebörd. Varifrån inspirationen till låten kom från förklarar Holland med följande ord:
| ”                | Låten har drag från den latinamerikanska kulturen, till exempel med "uno, dos, tres". [...] Jag kommer ihåg när vi turnerade i Sydamerika och jag satt och väntade på en radiostation i Buenos Aires. Där testade de mikrofonerna och då sa de "uno, dos, tres", "uno, dos, tres, cuatro, cinco, seis" och det fastnade i mitt huvud. [...] Jag lämnade sedan radiostationen och gick för att urinera och då tänkte jag "uno, dos, tres"... Om jag bara lägger till ett extra "cinco" där [skratt] då har jag verkligen något på gång. | „ |
| – Dexter Holland | |   |

I musikvideon, som är regisserad av McG, spelas huvudrollen av Guy Cohen även om bland annat Seth Green provspelade för rollen.

## Låtlista
Alla låtar är skrivna och komponerade av The Offspring, om inte annat anges. 
| Nr | Titel                                       | Längd |
| -- | ------------------------------------------- | ----- |
| 1. | Pretty Fly (for a White Guy)                | 3:08  |
| 2. | Pretty Fly (for a White Guy) (The Geek Mix) | 3:07  |
| 3. | All I Want (live-version)                   | 2:35  |

| 1. | Pretty Fly (for a White Guy)                                 | 3:08 |
| 2. | Pretty Fly (for a White Guy) (The Geek Mix)                  | 3:07 |
| 3. | Pretty Fly (for a White Guy) (The Baka Boys Low Rider Remix) | 3:03 |
| 4. | All I Want (live-version)                                    | 2:35 |

| 1. | Pretty Fly (for a White Guy)                | 3:08 |
| 2. | Pretty Fly (for a White Guy) (The Geek Mix) | 3:07 |
| 3. | No Brakes                                   | 2:06 |